# Samory Turé
Samory Turé (noto anche come Almamy Samore Lafiya Toure oppure come Samory Touré) (1830 circa – Gabon, 2 giugno 1900) è stato un sovrano guineano.

## Biografia
Nato verso il 1830 nel villaggio di Sanankoro in Guinea, Samori Turé apparteneva ad un popolo africano del gruppo Mandé.
Verso il 1870 cominciò a creare nella regione delle sorgenti del Niger un proprio stato, noto come impero Wassulu o stato di Samory, fondato su principi islamici e con un forte esercito ben organizzato, che si riforniva di armi moderne in cambio di oro, avorio e schiavi attraverso il Sierra Leone, al tempo colonia britannica.
Samory introdusse un sistema fiscale ed una amministrazione provinciale ed assicurò la pace interna con una rigida giurisdizione del territorio. Ampliando di continuo il suo Stato, non si scontrò solo con altri sovrani africani, ma soprattutto contro i francesi, che si stavano espandendo in Africa occidentale. A partire dal 1881 iniziarono scontri lungo il corso superiore del Niger.
Dal 1887 dovette accettare il protettorato francese ed ampliò il suo regno fino all'entroterra della Costa d'Oro. Fu così nuovamente in conflitto nel 1892 con la Francia, che stava cercando il collegamento tra il Niger e la Costa d'Avorio. Dopo numerose battaglie, interrotte più volte da trattative, Samory fu preso prigioniero da un reparto francese nel suo accampamento nel settembre 1898. Fu deportato in esilio nel territorio che oggi corrisponde al Gabon, dove morì tre anni più tardi.